# Autocrat Manufacturing Company
Die Autocrat Manufacturing Company ist ein ehemaliges Unternehmen in den Vereinigten Staaten. Es wurde 1899 in Hartford, Connecticut gegründet, um ein mit Druckluft betriebenes Automobil zu entwickeln.

## Beschreibung
Gemäß einer Pressemitteilung der Hersteller funktionierte der Antrieb mittels dreier in einem Stauraum unter dem Fahrzeugboden untergebrachter Druckluftzylinder. Der erste enthielt Luft unter atmosphärischem Druck, welche an den zweiten Zylinder abgegeben wurde. Hier wurde der Druck auf 700 pound/in² (ca. 68 bar) erhöht und so in den dritten Zylinder geleitet. In diesem wurde der Druck der komprimierten Luft auf bis zu 3000 pound/in² (ca. 207 bar) erhöht. Das Nachfüllen der Luft musste an einer speziellen Ladestation vorgenommen werden. Waren die dazu notwendigen Anschlüsse verlegt, sollte der Tankvorgang selbst nur drei Sekunden dauern.
Die Versuche mit einem Prototyp verliefen enttäuschend. Die erzielte Höchstgeschwindigkeit war mit 10 mph (16 km/h) völlig unzureichend. Die Firma gab zudem eine Reichweite pro Füllung von nur 40 bis 50 Meilen an (etwa 65 bis 80 Kilometer), die weiter verringert wurde, weil jeweils eine geplante, zentrale Betankungsstation in Hartford hätte angefahren werden müssen.
Es scheint außer diesem einen Prototyp keine weiteren Fahrzeuge gegeben zu haben. Allerdings haben sich auch andere US-Hersteller wie MacKenzie & McArthur in New Haven (Connecticut) oder die American Vehicle Company in West Virginia mit ihrem American Pneumatic mit dem Druckluftauto 
beschäftigt. Ebenfalls nicht vermarktet wurden Druckluftfahrzeuge der Marken Automatic Air, Carrol, Meyers, Muir und Pneumatic.